# Wanajaya (Tambakdahan)
Wanajaya is een bestuurslaag in het regentschap Subang van de provincie West-Java, Indonesië. Wanajaya telt 5711 inwoners (volkstelling 2010).